# 魔術迴旋處 (斯溫頓)
51°33′46.2″N 01°46′17.3″W / 51.562833°N 1.771472°W
魔術迴旋處（英語：Magic Roundabout）是一個位於英國威爾特郡斯溫頓的迴旋處，於1972年建成，得名自兒童電視節目《小狗多戈尔》（Le Manège enchanté）。

## 歷史
魔術迴旋處建於威爾茨及伯克斯運河的斯溫頓碼頭上，起初它的位置是一座建於1810年的石橋，其後石橋被改建成驅車路（Drove Road），並逐漸轉變成驅車迴旋處（Drove Roundabout），繼而變成魔術迴旋處。
魔術迴旋處由交通運輸研究實驗室的交通工程師弗蘭克·布萊克莫爾設計，由斯溫頓議會的公路工程師傑夫·梅科克負責監督施工，共由七个迴旋處组成：
- 外部：一個顺时针方向的大型迴旋處；
- 中部：五個顺时针方向的迷你迴旋處；
- 内部：一個逆時針方向的大型迴旋處。

魔術迴旋處完工時，五個迷你迴旋處皆沒有被標示出來，因此每個迷你迴旋處中間都需要一位交通警察指揮交通。
魔術迴旋處最初的官方名稱為「郡島」（County Islands），1980年代更名為「魔術迴旋處」，取法兒童電視節目《小狗多戈尔》。

## 評價
2005年，英國一家保險公司把魔術迴旋處選為「英國最糟糕的迴旋處」。
2007年9月，一個英國汽車雜誌把魔術迴旋處列為「世界上最糟糕的路口」之一。
2007年12月，英國廣播公司新聞把魔術迴旋處選為「英國10個最可怕的路口」之一。
2009年，魔術迴旋處被英國車輛救援服務選為「英國第四可怕的路口」。
儘管魔術迴旋處的惡評如潮，此迴旋處能容納更大的交通流量，且有著良好的交通安全記錄。這是因為司機們在這個迴旋處中為了避免發生交通意外，故緩慢地駕駛汽車，致使交通意外發生時，嚴重程度也不高。

## 外部連結
- BBC Wiltshire （页面存档备份，存于） Video: 1972 Points

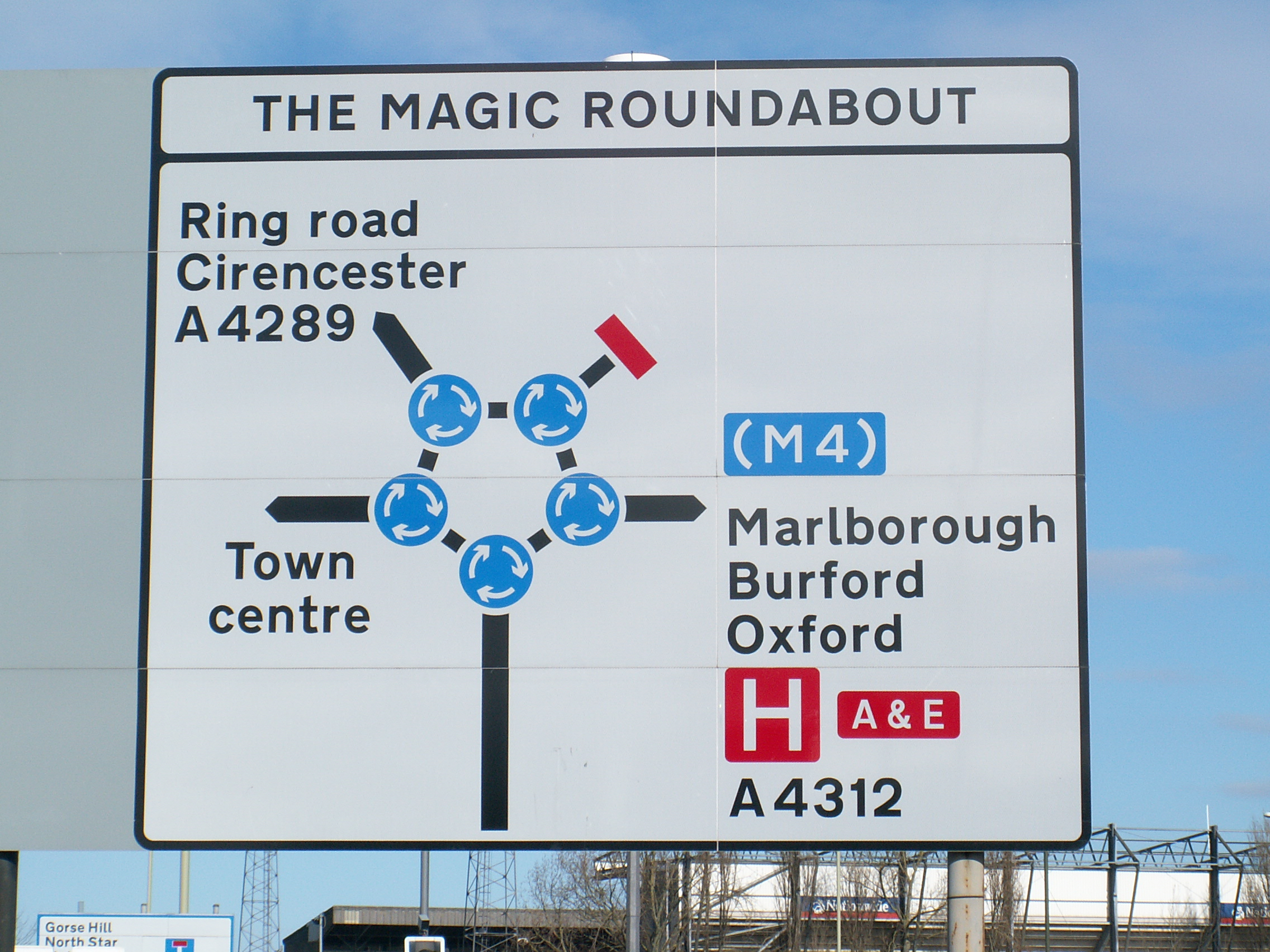
魔術迴旋處的路標

魔術迴旋處地圖

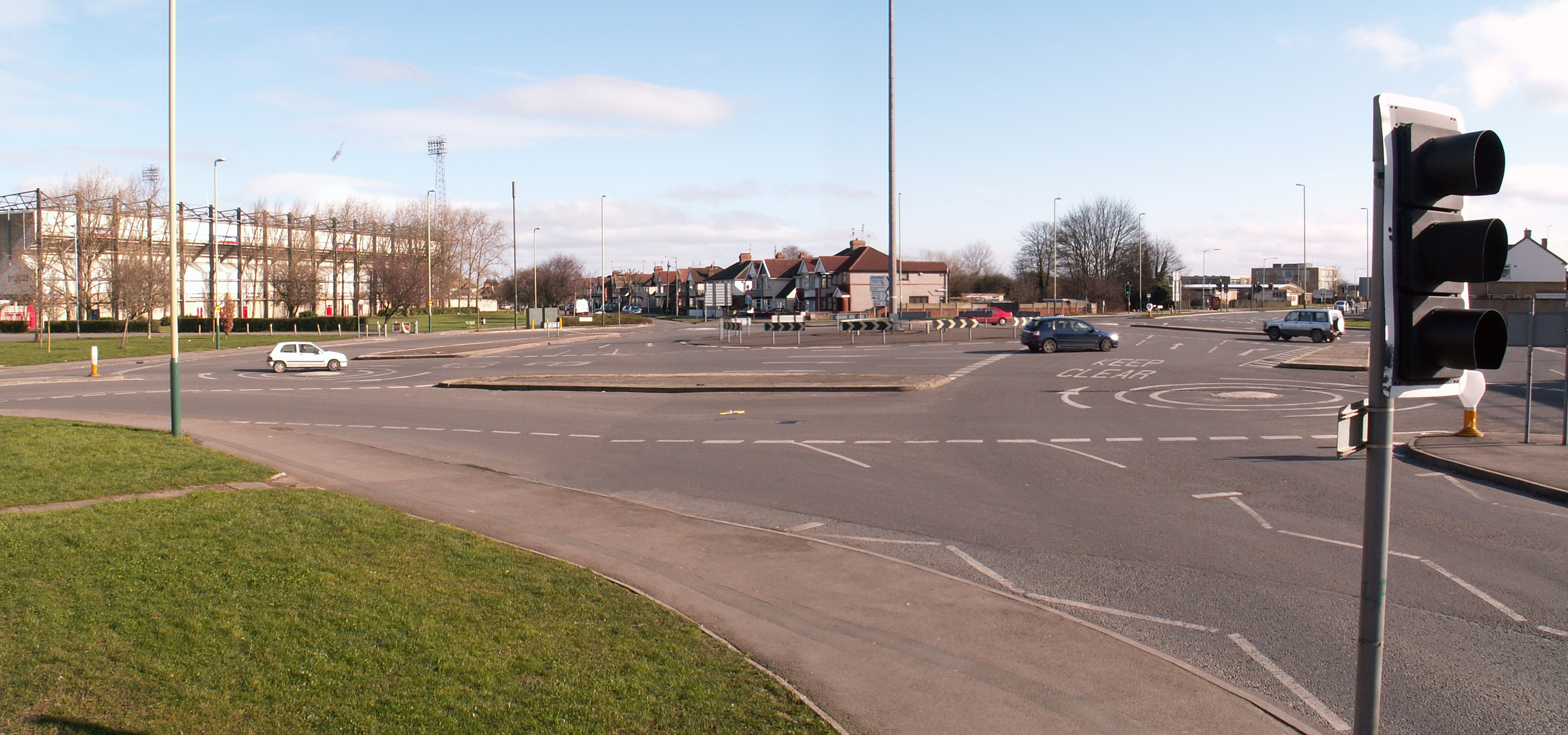
大迴旋處和兩個迷你迴旋處

- Magic Roundabout Show （页面存档备份，存于） Web Site For The TV Show Magic Roundabout
- BBC Wiltshire （页面存档备份，存于） History of the Magic Roundabout
- Driving over the Magic Roundabout （页面存档备份，存于） video on YouTube
- Magic Roundabout （页面存档备份，存于）, Swindon Web
- The Magic Roundabout at Swindon
- GPS Drawing tour around Magic Roundabout （页面存档备份，存于）
- Google Maps satellite image view